# The Juniper Tree
The Juniper Tree (conocida en España y  Argentina como Cuando fuimos brujas), es una película dramática y de fantasía islandesa de 1990, rodada en blanco y negro y dirigida por Nietzchka Keene.
La película fue protagonizada por la cantante y compositora Björk junto a Bryndis Petra Bragadóttir y Godrun S. Gisladóttir. Si bien The Juniper Tree fue realizada y actuada por islandeses, la película se rodó en inglés para llegar a un público más amplio.

## Sinopsis
La trama de la misma es acerca de dos hermanas que han escapado de su casa en Islandia después de haber sobrevivido a la muerte de su madre, que había sido quemada en la hoguera acusada de practicar la brujería. La película se enfoca en la historia de las dos hermanas brujas: Katla y Margit –siendo Margit la bruja buena. En su camino, Katla hechiza a Jóhann, un viudo campesino que tiene un hijo, Jónas. El hechizo hace que Jóhann se enamore de Katla para luego casarse, pero Jónas ve las intenciones de Katla y trata de convencer a su padre para que la abandone. Por otro lado, la madre de Margit, que quiere ayudar a Jónas, se le aparece en visiones y le da un amuleto para proteger al muchacho, y juntos luchan para deshacerse de Katla.

## Reparto
- Björk Guðmundsdóttir como Margit
- Bryndis Petra Bragadóttir como Katla
- Guðrún Gísladóttir como la madre de Margit y Katla
- Valdimar Örn Flygenring como Jóhann
- Geirlaug Sunna Þormar como Jónas

## Producción
La fotografía principal tuvo lugar en 1986 en Islandia con un bajo presupuesto . Fue rodada en blanco y negro para resaltar su contenido dramático y como recurso para situar la historia en la Edad Media. Algunas escenas fueron filmadas en las columnas de basalto Reynisfjara y la cascada Seljalandsfoss en la costa sur de Islandia.

## Recepción
Recepción crítica 
En el agregador de reseñas Rotten Tomatoes , la película tiene un índice de aprobación del 100% basado en 20 reseñas, con una calificación promedio de 7.80/10. En Metacritic , la película tiene una puntuación media ponderada de 86 sobre 100, basada en 6 reseñas, lo que indica "aclamación universal".